# Android 16
Android 16 (кодове ім'я Android B, Android Baklava) — шістнадцятий майбутній випуск Android. Перша попередня версія для розробників була випущена у листопаді 2024 року. Google також повідомив, що стадія першого бета-тестування розпочнеться у січні 2025 року. Планується, що реліз Android 16 відбудеться у ІІ кв. 2025 року, на конференції Google I/O.

## Загальні відомості та нововведення

### Інтерфейс користувача
Android 16 представляє суттєвий редизайн Material Design під назвою «Material 3 Expressive», який включає розширене використання анімації, кольорів та розмиття. Material 3 Expressive не включено до початкового релізу Android 16, натомість користувачі отримають його в 3 кварталі 2025 року з релізом QPR1.

### Вбудований вибір фотографій
Засіб вибору фотографій Android було значно покращено і тепер підтримує хмарні медіасервіси, такі як Google Фото. Користувачі зможуть легко вибирати фотографії, що зберігаються в їх хмарних облікових записах, що усуває необхідність перемикання між додатками. Крім того, засіб вибору інтегрує хмарні альбоми разом із локальним контентом, пропонуючи єдиний та оптимізований досвід. Це оновлення базується на попередніх версіях, розширюючи доступ до старих пристроїв Android за допомогою модульних оновлень.

### Медичні записи
Android 16 надасть розширену підтримку цифрових медичних записів, дозволяючи користувачам консолідувати медичні дані безпосередньо на своїх пристроях. Ця функція підтримуватиме стандартизовані формати медичних даних для сумісності з різними постачальниками медичних послуг та програмами. Завдяки покращеному захисту конфіденційності користувачі зможуть безпечно зберігати та обмінюватися важливою медичною інформацією за необхідності, оптимізуючи доступ до персональних медичних даних, приділяючи при цьому пріоритетну увагу безпеці.

## Безпека та конфіденційність

### Конфіденційна пісочниця
Privacy Sandbox на Android 16 продовжує зусилля Google щодо переосмислення реклами з більш надійною конфіденційністю користувачів. Функція обмежує механізми відстеження, використовуючи анонімні дані та локальну обробку для надання персонального контенту без шкоди для конфіденційності користувачів. Дане удосконалення забезпечить відповідність змінним правилам обробки даних, зберігаючи при цьому надійну підтримку рекламних екосистем.
Ентузіасти також виявили існування та інших функцій, що знаходяться в стадії розробки, які можуть бути реалізовані в пізніших версіях для розробників, таких як передача звуку на кілька пристроїв одночасно та час очікування сповіщень.

### Захист від фейкових/незахищених базових станцій
Google впроваджує в Android 16 нову функцію безпеки, яка попереджатиме користувачів, якщо їхній смартфон використовує фейкову або незахищену мобільну мережу або якщо така мережа намагається отримати доступ до даних.
IMSI‑catcher пристрій, який імітує базову станцію мобільного зв’язку, змушуючи телефони підключатися до нього. 
Що можна зробити за допомогою IMSI‑catcher? 
- Отримати унікальні ідентифікатори (IMSI, IMEI),
- Перехоплювати дзвінки, SMS або дані.
- Слідкувати за місцезнаходженням користувачів.

Як заявляє виробник, пристрої матимуть можливість вмикати або вимикати "мережеві сповіщення", які попередять вас, якщо ваш пристрій підключається до незашифрованої мережі або коли підключена мережа запитує унікальні ідентифікатори вашого телефону.

### Технологія KEEP
Одним з ключових нововведень в оболонці One UI 8 на базі Android 16 є технологія Knox Enhanced Encrypted Protection (KEEP). Вона створює окремі зашифровані сховища для кожної програми всередині захищеної області пам'яті пристрою. Це означає, що кожен додаток отримує доступ виключно до своєї конфіденційної інформації, без можливості підглядати за іншими. KEEP покликана захищати найбільш особисті дані користувача — такі як шаблони поведінки, уподобання та розпорядки дня, які використовуються функціями на кшталт Now Brief та інтелектуального пошуку в галереї. Ці дані обробляються виключно на пристрої, де вони додатково захищені апаратною технологією Knox Vault — спеціальним ізольованим модулем, стійким до зовнішнього втручання.

## Телефони, які отримають Android 16
Нижче наведено список телефонів, які отримають Android 16:
ASUS
- ASUS Zenfone 12 Ultra
- ASUS Zenfone 11 Ultra
- ROG Phone 9
- ROG Phone 9 Pro
- ROG Phone 9 FE
- ROG Phone 8
- ROG Phone 8 Pro

Google
- Pixel 9
- Pixel 9 Pro
- Pixel 9 Pro XL
- Pixel 9 Pro Fold
- Pixel 9a
- Pixel 8
- Pixel 8 Pro
- Pixel 8a
- Pixel Fold
- Pixel 7
- Pixel 7 Pro
- Pixel 7a
- Pixel 6
- Pixel 6 Pro
- Pixel 6a

HMD
- HMD Skyline
- HMD Fusion/Fusion X1/Barca Fusion

Honor
- Honor 400
- Honor 400 Pro
- Honor 400 Lite
- Honor 400 Smart
- Honor 300
- Honor 300 Pro
- Honor 300 Ultra
- Honor 200
- Honor 200 Pro
- Honor 200 Lite
- Honor 200 Smart/X7c 5G
- Honor 100
- Honor 100 Pro
- Honor 90
- Honor 90 Pro
- Honor 90 GT
- Honor GT
- Honor GT Pro
- Honor Magic7
- Honor Magic7 Pro
- Honor Magic7 RSR
- Honor Magic7 Ultimate
- Honor Magic7 Lite/X9c
- Honor Magic6
- Honor Magic6 Pro
- Honor Magic6 RSR
- Honor Magic6 Ultimate
- Honor Magic5
- Honor Magic5 Pro
- Honor Magic5 Ultimate
- Honor Magic V5
- Honor Magic V3
- Honor Magic Vs3
- Honor Magic V2/V2 RSR
- Honor Magic V Flip
- Honor Power
- Honor V Purse
- Honor X70
- Honor X70i
- Honor X60
- Honor X60 Pro
- Honor X9c Smart
- Honor X8c
- Honor X7c

Motorola
- Motorola Edge 60
- Motorola Edge 60 Pro
- Motorola Edge 60 Fusion
- Motorola Edge 60 Stylus
- Motorola Edge 50
- Motorola Edge 50 Pro
- Motorola Edge 50 Ultra
- Motorola Edge 50 Fusion
- Motorola Edge 50 Neo
- Motorola Edge 40 Pro
- Motorola Edge (2024)
- Motorola Edge+ (2023)
- Motorola Razr 60/2025
- Motorola Razr 60 Ultra/Ultra
- Motorola Razr 50/50s/2024
- Motorola Razr 50 Ultra/+ 2024
- Motorola Razr 40/40s/2023
- Motorola Razr 40 Ultra/+ 2023
- ThinkPhone by Motorola
- ThinkPhone 25
- Moto G96 5G
- Moto G86 5G
- Moto G86 Power 5G
- Moto G85 5G
- Moto G75 5G
- Moto G56 5G
- Moto G35 5G
- Moto G34 5G
- Moto G15
- Moto G15 Power
- Moto G (2025)
- Moto G Power (2025)
- Moto G Stylus (2025)

Nothing
- Phone (3)
- Phone (3a)
- Phone (3a) Pro
- Phone (2a)
- Phone (2a) Plus
- CMF Phone 2 Pro
- CMF Phone 1

OnePlus
- OnePlus 13
- OnePlus 13R
- OnePlus 13s
- OnePlus 13T
- OnePlus 12
- OnePlus 12R/Ace 3
- OnePlus 11
- OnePlus 11R/Ace 2
- OnePlus Ace 5
- OnePlus Ace 5 Pro
- OnePlus Ace 5 Ultra
- OnePlus Ace 5 Racing
- OnePlus Ace 3V
- OnePlus Ace 2 Pro
- OnePlus Ace 2V
- OnePlus Nord 5
- OnePlus Nord 4
- OnePlus Nord 3 5G
- OnePlus Nord CE5
- OnePlus Nord CE4
- OnePlus Nord CE4 Lite
- OnePlus Open

Oppo
- Oppo A80
- Oppo A60
- Oppo A60 5G
- Oppo A5
- Oppo A5 5G
- Oppo A5 Pro
- Oppo A5 Pro 5G
- Oppo A5 Energy
- Oppo A5x
- Oppo A5x 5G
- Oppo A3/A40/A40m
- Oppo A3 5G
- Oppo A3 Pro
- Oppo A3x
- Oppo A3x 5G
- Oppo F29
- Oppo F29 Pro
- Oppo F27
- Oppo F27 Pro+
- Oppo F25 Pro
- Oppo Find N3
- Oppo Find N3 Flip
- Oppo Find N2
- Oppo Find N2 Flip
- Oppo Find X8
- Oppo Find X8 Pro
- Oppo Find X8 Ultra
- Oppo Find X8s
- Oppo Find X8s+
- Oppo Find X7
- Oppo Find X7 Ultra
- Oppo Find X6
- Oppo Find X6 Pro
- Oppo K13/K12s
- Oppo K13 Turbo
- Oppo K13 Turbo Pro
- Oppo K13x
- Oppo K12
- Oppo K12 Plus
- Oppo K12x (Китай)
- Oppo K12x
- Oppo Reno14
- Oppo Reno14 Pro
- Oppo Reno14 F/FS
- Oppo Reno13
- Oppo Reno13 Pro
- Oppo Reno13 F
- Oppo Reno13 F 5G/FS 5G
- Oppo Reno12
- Oppo Reno12 Pro
- Oppo Reno12 F
- Oppo Reno12 F 5G/FS 5G
- Oppo Reno11
- Oppo Reno11 Pro
- Oppo Reno11 A/F/FS
- Oppo Reno10
- Oppo Reno10 Pro
- Oppo Reno10 Pro+
- Oppo Reno9 Pro+

Samsung
- Galaxy S25
- Galaxy S25+
- Galaxy S25 Edge
- Galaxy S25 Ultra
- Galaxy S24
- Galaxy S24+
- Galaxy S24 Ultra
- Galaxy S24 FE
- Galaxy S23
- Galaxy S23+
- Galaxy S23 Ultra
- Galaxy S23 FE
- Galaxy S22
- Galaxy S22+
- Galaxy S22 Ultra
- Galaxy S21 FE
- Galaxy Z Fold Special Edition
- Galaxy Z Fold 6
- Galaxy Z Flip 6
- Galaxy Z Fold 5
- Galaxy Z Flip 5
- Galaxy Z Fold 4
- Galaxy Z Flip 4
- Galaxy A73 5G
- Galaxy A56 5G
- Galaxy A55 5G
- Galaxy A54 5G
- Galaxy A53 5G
- Galaxy A36 5G
- Galaxy A35 5G
- Galaxy A34 5G
- Galaxy A33 5G
- Galaxy A26 5G/M36 5G/F36 5G
- Galaxy A25 5G
- Galaxy A24
- Galaxy A17 5G
- Galaxy A16
- Galaxy A16 5G/M16 5G/F16 5G
- Galaxy A15
- Galaxy A15 5G
- Galaxy A06
- Galaxy A06 5G/M06 5G/F06 5G
- Galaxy A05/M05/F05
- Galaxy A05s/M14/F14
- Galaxy M56 5G/F56 5G
- Galaxy M55 5G/M55s 5G/F55 5G/C55 5G
- Galaxy M54 5G/F54 5G
- Galaxy M53 5G
- Galaxy M35 5G
- Galaxy M34 5G/F34 5G
- Galaxy M33 5G
- Galaxy M15 5G/F15 5G
- Galaxy Xcover 7
- Galaxy Xcover 7 Pro
- Galaxy Xcover 6 Pro

Sony
- Xperia 1 VII
- Xperia 1 VI
- Xperia 10 VI

Realme
- Realme 15
- Realme 15 Pro
- Realme 14/Neo7x/P3
- Realme 14T
- Realme 14x
- Realme 14x (Індія)/Narzo 80x/P3x
- Realme 14 Pro
- Realme 14 Pro+
- Realme 14 Pro Lite/13 Pro
- Realme 13/12
- Realme 13 5G
- Realme 13+
- Realme 13 Pro+
- Realme 12 5G
- Realme 12x 5G
- Realme 12+/Narzo 70 Pro
- Realme 12 Lite/C67
- Realme 12 Pro
- Realme 12 Pro+
- Realme GT 7
- Realme GT7
- Realme GT 7 Pro/GT7 Pro
- Realme GT 7T
- Realme GT6
- Realme GT 6
- Realme GT 6T
- Realme GT5
- Realme GT5 Pro
- Realme GT3
- Realme Neo7
- Realme Neo7 Turbo
- Realme Neo7 SE
- Realme GT Neo6
- Realme GT Neo6 SE
- Realme GT Neo5
- Realme C75
- Realme C75 5G
- Realme C75x
- Realme C73/Narzo 80 Lite 5G
- Realme C65
- Realme C65 5G/Narzo N65
- Realme C63 5G/V60/V60s
- Realme Narzo 80 Pro
- Realme Narzo 70/P1
- Realme Narzo 70 Turbo/P1 Speed
- Realme Narzo 70x
- Realme P3 Pro
- Realme P3 Ultra
- Realme P2 Pro
- Realme P1 Pro

Vivo
- Vivo X200
- Vivo X200 Pro
- Vivo X200 Pro Mini
- Vivo X200 Ultra
- Vivo X200s
- Vivo X200 FE
- Vivo X100
- Vivo X100 Pro
- Vivo X100 Ultra
- Vivo X100s
- Vivo X100s Pro
- Vivo X90
- Vivo X90 Pro
- Vivo X90 Pro+
- Vivo X90s
- Vivo X Flip
- Vivo X Fold5
- Vivo X Fold3
- Vivo X Fold3 Pro
- Vivo X Fold2
- Vivo V60
- Vivo V50
- Vivo V50e
- Vivo V50 Lite
- Vivo V50 Lite 5G
- Vivo V40
- Vivo V40 Pro
- Vivo V40e
- Vivo V40 Lite
- Vivo V40 Lite 5G
- Vivo V40 Lite 5G (Індонезія)/Y300/Y200 (Азія)
- Vivo V40 SE
- Vivo V30
- Vivo V30 Pro
- Vivo V30e
- Vivo V30 Lite
- Vivo V30 Lite 5G
- Vivo V30 SE
- Vivo V29
- Vivo V29 Pro
- Vivo V29e
- Vivo V29 Lite 5G
- Vivo T4/iQOO Z10
- Vivo T4x/iQOO Z10x
- Vivo T4R/iQOO Z10R
- Vivo T4 Ultra
- Vivo T4 Lite/iQOO Z10 Lite
- Vivo T3/iQOO Z9
- Vivo T3 Pro/iQOO Z9s Pro
- Vivo T3 Ultra
- Vivo T3 Lite/Y28s/iQOO Z9 Lite
- Vivo T3x/iQOO Z9x
- Vivo S30
- Vivo S30 Pro mini
- Vivo S20
- Vivo S20 Pro
- Vivo S19
- Vivo S19 Pro
- Vivo S18
- Vivo S18 Pro
- Vivo S18e
- Vivo S17
- Vivo S17 Pro
- Vivo S17e
- Vivo S17t
- Vivo Y400
- Vivo Y400 Pro
- Vivo Y300 Pro
- Vivo Y300 Pro+
- Vivo Y300 GT/iQOO Z10 Turbo
- Vivo Y300i
- Vivo Y300t
- Vivo Y200
- Vivo Y200 5G
- Vivo Y200+/Y37 Pro
- Vivo Y200 Pro
- Vivo Y200 GT
- Vivo Y200e
- Vivo Y200i/Y58/Y38
- Vivo Y200t
- Vivo Y50/Y50m
- Vivo Y39
- Vivo Y37
- Vivo Y37m
- Vivo Y29
- Vivo Y29 5G
- Vivo Y29s
- Vivo Y28
- Vivo Y28e
- Vivo Y19
- iQOO 13
- iQOO 12
- iQOO 12 Pro
- iQOO 11
- iQOO 11 Pro
- iQOO 11S
- iQOO Neo 10
- iQOO Neo10 (Китай)
- iQOO Neo10 Pro
- iQOO Neo10 Pro+
- iQOO Neo 10R
- iQOO Neo9
- iQOO Neo9 Pro
- iQOO Neo9S Pro
- iQOO Neo9S Pro+
- iQOO Neo8
- iQOO Neo8 Pro
- iQOO Neo7
- iQOO Neo7 Racing Edition
- iQOO Neo7 SE
- iQOO Z10 Turbo Pro
- iQOO Z10 Turbo+
- iQOO Z9 Turbo
- iQOO Z9 Turbo Endurance
- iQOO Z9 Turbo+
- iQOO Z9s

Xiaomi
- Xiaomi 15
- Xiaomi 15 Pro
- Xiaomi 15S Pro
- Xiaomi 15 Ultra
- Xiaomi 14
- Xiaomi 14 Pro
- Xiaomi 14 Ultra
- Xiaomi 14 Civi/Civi 4 Pro
- Xiaomi 13
- Xiaomi 13 Pro
- Xiaomi 13 Ultra
- Xiaomi 14T
- Xiaomi 14T Pro
- Xiaomi 13T
- Xiaomi 13T Pro
- Xiaomi Civi 5 Pro
- Xiaomi Civi 3
- Xiaomi MIX Fold 4
- Xiaomi MIX Fold 3
- Xiaomi MIX Flip 2
- Xiaomi MIX Flip
- Redmi 15/POCO M7
- Redmi 15 5G/POCO M7 Plus
- Redmi 15C
- Redmi 14C/A3 Pro/POCO C75
- Redmi 14C 5G/POCO M7 5G
- Redmi 14R
- Redmi 13/13x/POCO M6
- Redmi 13 5G/POCO M6 Plus
- Redmi Note 14
- Redmi Note 14S
- Redmi Note 14 5G
- Redmi Note 14 Pro
- Redmi Note 14 Pro 5G/POCO X7
- Redmi Note 14 Pro+
- Redmi Note 13 Pro
- Redmi Note 13 Pro 5G
- Redmi Note 13 Pro+
- Redmi Note 13R
- Redmi Turbo 4/POCO X7 Pro
- Redmi Turbo 4 Pro/POCO F7
- Redmi Turbo 3/POCO F6
- Redmi A4 5G/POCO C75 5G
- Redmi K80/POCO F7 Pro
- Redmi K80 Pro/POCO F7 Ultra
- Redmi K80 Ultra
- Redmi K70/POCO F6 Pro
- Redmi K70 Pro
- Redmi K70E
- Redmi K70 Ultra
- Redmi K60/POCO F5 Pro
- Redmi K60 Pro
- Redmi K60 Ultra
- POCO M7 Pro
- POCO M6 Plus
- POCO M6 Pro
- POCO X6
- POCO X6 Pro